# Aaron Falzon
Aaron Mickael Falzon (Newton, 19 maggio 1996) è un cestista maltese con cittadinanza statunitense.
È il fratello minore di Tevin Falzon, a sua volta cestista.